# Нова Крошня
Нова Крошня — колишнє село, наразі місцевість міста Житомира.

## Розташування
Нова Крошня розташована на північній околиці міста, в Богунському адміністративному районі. Нову Крошню на півдні обмежує залізничне полотно Житомир — Звягель. 
Нова Крошня зі сходу, заходу та півночі межує з Оліївською сільською громадою. На півдні межує з колишнім селом, а наразі місцевістю Житомира Українською Крошнею.
Головною вулицею місцевості є Покровська вулиця — частина автошляхів М 21 та Е583.

## Історичні відомості
Як окремий населений пункт Нова Крошня існує з початку 1920-х років. Назва поселення пояснюється тим, що Нова Крошня стала новим поселенням у порівнянні з Українською Крошнею, відомою з XVI ст. та Чеською Крошнею, заснованою у другій половині ХІХ ст., які розташовані південніше. 
Станом на 1913 рік за місцем розташування майбутнього хутора на мапі показані окремі двори обабіч поштової дороги на Санкт-Петербург (в майбутньому Покровська вулиця). З поштової дороги на північний захід брав напрямок шлях до колонії Андріївки (нинішня Андріївська вулиця).
З листопада 1923 року хутір Нова Крошня підпорядковується Чесько-Крошенській сільській раді Левківського району.
У списку населених пунктів Волинської округи станом на 10.10.1925 Нова Крошня зазначається як колонія Чесько-Крошенської сільської ради Черняхівського району.
Протягом 1930 — 1939 рр. Нова Крошня в складі Крошенсько-Чеської сільської ради підпорядковувалась Житомирській міській раді. 
З 1939 року у складі новоствореного Житомирського сільського району.
На мапі кінця 1930-х років Нова Крошня налічує 63 двори. Забудова існувала вздовж вулиць (назви наведені сучасні): Покровської, Андріївської. Почали формуватися нинішні вулиці Танкістів, Івана Сірка та Цегельна.
З 1954 року Нова Крошня — село.
Як окремий населений пункт Нова Крошня припинила існувати у 1958 році, коли село Нова Крошня об'єднано з сусідніми Крошнею та Другою Крошнею в один населений пункт — смт Крошня, яке в 1971 році приєднане до Житомира та наразі відоме як місцевість Крошня.